# St. Martin (Speyer)
St. Martin war eine im 12. Jahrhundert errichtete dem hl. Martin geweihte Pfarrkirche der Speyrer Vorstadt Altspeyer. Bei ihr befand sich eine 1482 in ein Konvent der Augustinerchorfrauen umgewandelte Beguinenklause. Die Kirche lag am südlichen Teil des St.-Klara-Kloster-Wegs, welcher früher Martinsgasse hieß, also zwischen dem heutigen Martinskirchweg und der Wormser Landstraße.:S. 50

## Geschichte
Bereits im frühen Mittelalter gab es in Altspeyer eine Martinskirche, welche zum Germanstift gehörte, wobei nicht geklärt ist, wo diese Kirche stand und ob ihre Lage mit der späteren Kirche identisch war.:S. 16 Diese wurde wohl im 12. Jahrhundert als Pfarrkirche des Dorfes Altspeyer errichtet. Nahe dieser Kirche wurde 1310 auf einem Hof das St.-Klara-Kloster gegründet. An der Kirche lag eine Beguinenklause, welche nach Franz Xaver Remling 1439 nach Fritz Klotz 1237 erstmals urkundlich erwähnt wird. Über das Gründungsjahr und die Umstände der Gründung gibt es keine Quellen. Remling vermutet aufgrund der Nähe der Klause zum Heilig-Grab-Kloster, dass die Klause nach der Übergabe dieses Klosters an das Kloster Denkendorf gegründet wurde, da zum Heilig-Grab-Kloster ursprünglich ein Frauenkonvent gehörte. Der erste Hinweis auf die Klause bei St. Martin stammt aus einer Urkunde von 1333, welche Beguinen erwähnt, die hinter der nahe der Martinskirche befindlichen Bartholomäuskirche wohnten. Es ist jedoch unklar, ob damit diese Klause gemeint war. Ebenfalls ist unklar, ob die Beguinenklause bei St. Martin mit der Beguinenklause St. Martha identisch ist.

### Umwandlung in ein Augustinerchorfrauenkonvent
1482 erhielten die Beguinen, die sich ihren Lebensunterhalt mit Handarbeiten verdienten, durch den Speyrer Bischof Ludwig von Helmstatt „eine neue Ordnung“:S. 88 und wurden dadurch den „Chorfrauen des hl. Augustinus“ zugeordnet. So unterstanden sie zwar dem Generalvikar, durften sich aber die Oberin, welche dem Bischof treue schwören musste, und den Beichtvater selbst aussuchen. Darüber hinaus war es ihnen erlaubt Geschenke anzunehmen. 1492 ordnete der Bischof an, dass sie keine Anweisungen des Augustinerpriors zu Höningen annehmen dürften. 1514 wurden die Regeln durch Bischof Georg bestätigt.

### Folgen der Reformation
1524 predigte Werner von Goldberg, der Pfarrer von St. Martin, die Neulehre, weshalb er durch den Bischof versetzt wurde. Dieser hatte am 12. November 1521 in einem Sendschreiben mehreren Pfarrern vorgeworfen, Luthers Lehren zu verbreiten, die nicht nur durch den Papst, sondern auch vom Kaiser und den Reichsständen als Irrtum verurteilt worden waren.:S. 96
Die erste Erwähnung einer Mutter oder Meisterin, also Vorsteherin des Klosters, stammt aus dem Jahr 1525. Diese Vorsteherin hieß Christina Unger und hatte mit ihren 15 Mitschwestern eine schwere Zeit, da sie am Katholizismus festhielten und der vornehmlich protestantische Stadtrat versuchte ihnen Sonderabgaben für Handarbeiten abzuringen.

### Ende des Klosters
Infolge des Dreißigjährigen Krieges wurden Altspeyer und das Kloster 1635 durch die Schweden zerstört, weshalb die Nonnen flohen. Nach dem Westfälischen Frieden kehrten diese zwar zurück, die Einkünfte genügten jedoch nicht, um das Kloster wieder aufzubauen. Sie konnten nur mithilfe von „Wohltätern“:S. 90 überleben, wobei ihnen einer von diesen in den Ruinen des Klosters ein notdürftiges Haus errichtete. Auch die Bemühungen des Bischofs Geld zu beschaffen blieben erfolglos. Der Speyerer Bischof Johann Hugo übereignete am 1. Dezember 1685 das Kloster zur Sicherung der Gefälle auf Wunsch der zwei noch verbliebenen Schwestern und des Franziskanerprovinzials Andreas Gast samt Stiftungen, Gefällen und Landbesitz dem Klara-Kloster. Dorthin zogen die zwei Schwestern und durften dort nach ihren Regeln weiterleben. Wenig später wurden die Ruinen des Klosters eingeebnet. Auf dem Areal der Kirche wurde im 18. Jahrhundert ein Holzkreuz errichtet,:S. 50 später lag auf der gegenüberliegenden Seite der Straße der „Jüdische Friedhof St. Klara“, an den noch die entlang der Straße Am Nonnengarten verlaufende Mauer erinnert.

## Überreste
Heute erinnern nur noch der „Martinskirchweg“ und die Straße „Am Nonnengarten“ an das Kloster. Bildliche Darstellungen gibt es auf einem Holzschnitt des Jahres 1550 aus Sebastian Münsters Cosmographia, auf einem Kupferstich aus Frans Hogenbergs Civitates Orbis Terrarum von 1537 und einer ähnlichen Stadtansicht aus dem Jahr 1600 sowie einer Ansicht des Jahres 1637 von Matthäus Merian. Sehr gut zu erkennen ist die Anlage auf Philipp Stürmers Bild Die Freie Reichsstadt Speyer vor der Zerstörung im Pfälzischen Erbfolgekrieg 1689.